# Matilla de Arzón
Matilla de Arzón es un municipio y localidad española de la provincia de Zamora, en la comunidad autónoma de Castilla y León.

## Geografía
Es una Villa situada en el noreste de la provincia de Zamora, dentro de la comarca de Benavente y Los Valles, a unos 15 km de Benavente y 75 de Zamora, la capital provincial. Su caserío se encuentra escondido tras una pequeña loma que a la vez que le sirve de abrigo de los vientos parameses le oculta del viajero.

## Historia
La primera referencia documental es del 15 de mayo del año 951, cuando Ordoño III de León dona al monasterio de Sahagún las villas llamadas Matilla y Magretes, dos despoblados cercanos al río Esla. También se cita en una repartición de bienes hecha entre los hijos del conde Munio Fernández de 1016. En 1335, Alfonso XI de Castilla se dirige a los recaudadores del portazgo de Benavente en relación con la exención este impuesto de la que gozaban los moradores de Matilla de Arzón. Este documento forma parte de un largo pleito que constituye una de las fuentes más interesantes, no solo para el conocimiento de algunos aspectos relacionados con la función fiscal de la cerca de la villa, sino sobre todo para analizar las condiciones de explotación y arrendamiento de la renta del portazgo.
Durante la Edad Moderna, Matilla de Arzón estuvo integrado en la provincia de León, tal y como recoge en el siglo XVIII Tomás López en Mapa geográfico de una parte de la Provincia de León. No obstante, al reestructurarse las provincias y crearse las actuales en 1833, Matilla de Arzón pasó a formar parte de la provincia de Zamora, dentro de la Región Leonesa, la cual, como todas las regiones españolas de la época, carecía de competencias administrativas.
Tras la constitución de 1978, Matilla pasó a formar parte en 1983 de la comunidad autónoma de Castilla y León, en tanto localidad de un municipio integrado en la provincia de Zamora.

## Geografía humana

### Demografía
Cuenta con una población de 157 habitantes (INE 2024).
| Gráfica de evolución demográfica de Matilla de Arzón entre 1842 y 2021                                                |
| |
| Población de derecho según los censos de población del INE. Población de hecho según los censos de población del INE. |

Esta Villa sufrió los efectos devastadores de la despoblación en los años setenta y ochenta, pasando de tener más de 700 habitantes a menos de 200 en la actualidad.

### Economía
Se trata de una localidad de economía agrícola y ganadera fundamentalmente. Sus tierras de cultivo lo son de cereal y en la zona de regadío se cultiva alfalfa o maíz.

## Símbolos
El 15 de septiembre de 2022 el Pleno del Ayuntamiento de Matilla de Arzón aprobó el escudo municipal con la siguiente descripción: Escudo partido y entado en punta: 1º, en campo de azur, un rollo jurisdiccional de oro. 2.º, en campo de gules, una torre desmochada de oro, mazonada y aclarada de sable. Entado de plata, un león rampante de púrpura, linguado y uñado de gules, acompañado de dos gadeiros de púrpura cargados de una cruz mozárabe de plata. Al timbre, corona real cerrada.
Con base en la historia de Matilla de Arzón, son cuatro los elementos seleccionados para formar parte del escudo municipal: el rollo jurisdiccional y una torre desmochada –en representación de la Torre Vieja de la Iglesia de San Pedro- como restos materiales del pasado de la localidad; el león rampante en alusión a los inicios documentados de Matilla de Arzón como parte del Reino de León; y una estrella de ocho puntas o gadeiro, cargado de una cruz mozárabe, en recuerdo del origen mozárabe de casi la mitad de la población en el siglo X.

## Política
El 17 de junio se constituyó la nueva corporación municipal surgida de las elecciones de 28 de mayo. La actual corporación está presidida como Alcalde D. Venancio Martínez Pérez (Partido Popular), completando la corporación los concejales Mª del Rocío Morán Hernández (Partido Popular), Pablo González Huerga (Partido Popular), Cristina Villar Huerga  (Partido Popular). Leticia Rodríguez Cid (Partido Popular)== Símbolos ==
El 15 de septiembre de 2022 el Pleno del Ayuntamiento de Matilla de Arzón aprobó el escudo municipal con la siguiente descripción: Escudo partido y entado en punta: 1º, en campo de azur, un rollo jurisdiccional de oro. 2.º, en campo de gules, una torre desmochada de oro, mazonada y aclarada de sable. Entado de plata, un león rampante de púrpura, linguado y uñado de gules, acompañado de dos gadeiros de púrpura cargados de una cruz mozárabe de plata. Al timbre, corona real cerrada.
Con base en la historia de Matilla de Arzón, son cuatro los elementos seleccionados para formar parte del escudo municipal: el rollo jurisdiccional y una torre desmochada –en representación de la Torre Vieja de la Iglesia de San Pedro- como restos materiales del pasado de la localidad; el león rampante en alusión a los inicios documentados de Matilla de Arzón como parte del Reino de León; y una estrella de ocho puntas o gadeiro, cargado de una cruz mozárabe, en recuerdo del origen mozárabe de casi la mitad de la población en el siglo X.

## Monumentos

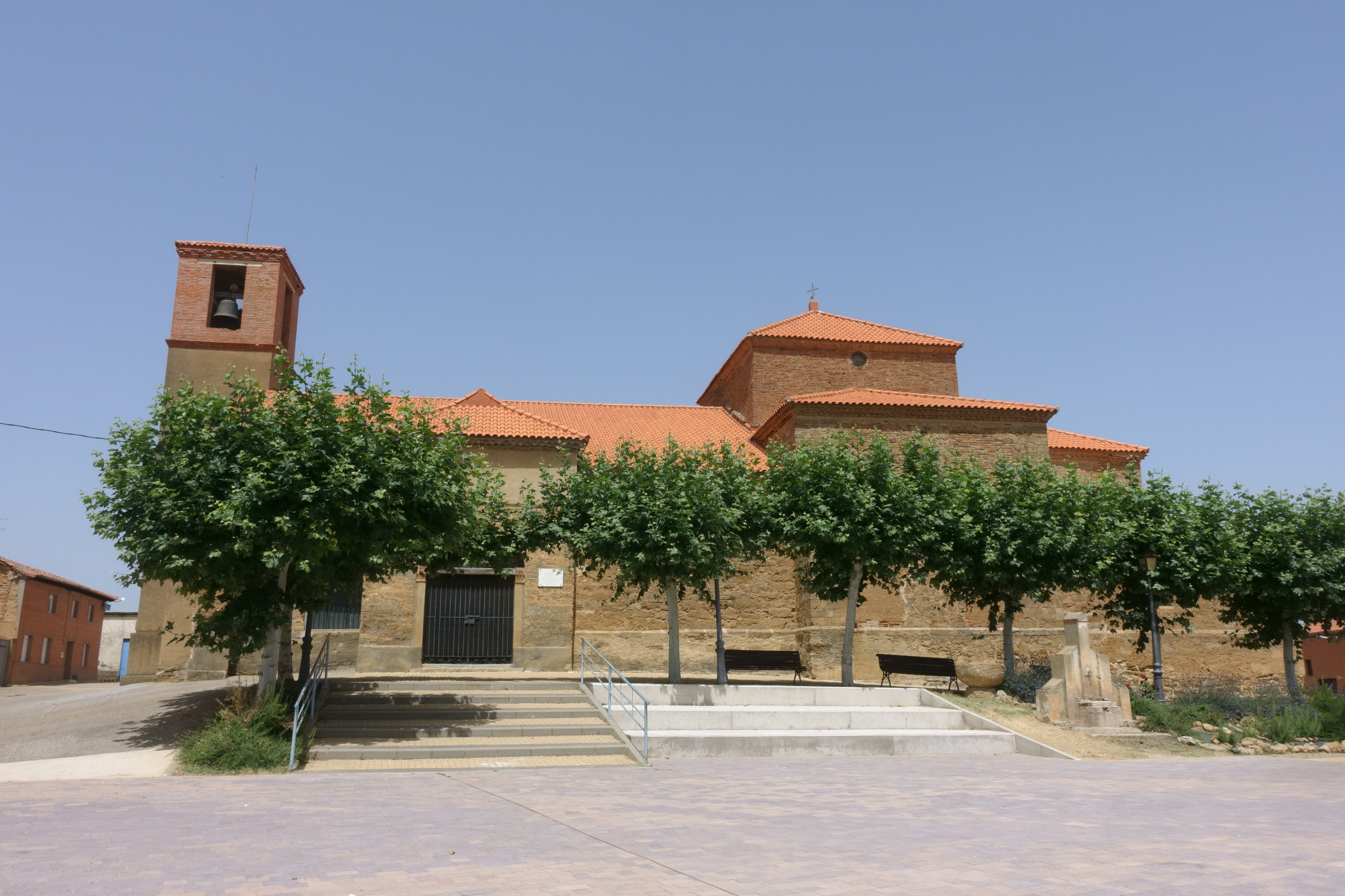
Iglesia de San Salvador.

- La Iglesia de San Salvador: Situada en la plaza mayor, renacentista en su arquitectura, destaca un precioso retablo central barroco y otros tres en las naves laterales. La iglesia fue arreglada por fuera recientemente gracias a la financiación conjunta de la Junta de Castilla y León, de la parroquia, del Obispado de Zamora y de algunas aportaciones de los fieles de Matilla de Arzón.
- La Ermita de la Vera Cruz: Sede de la cofradía de la Vera Cruz, es de estilo renacentista. Ha sido rehabilitada gracias a una donación anónima. Su belleza exterior se halla enmarcada entre dos depósitos de agua que producen un raro conjunto arquitectónico.
- El Rollo: Hermoso monumento de piedra cuyos orígenes son medievales. Como en otras poblaciones peninsulares, su presencia atestigua que se erigió para representar la independencia jurídico-administrativa de la Villa.
- La Torre Vieja (antigua iglesia y cementerio): a finales del año 2007 fue vendida por el cura a un particular que proyectó realizar en el enclave un restaurante y un mirador. Actualmente se le da un uso inadecuado, y está en venta.
- La Fuente "Romana": Es muy antigua, está escondida entre rosales

## Cultura y tradiciones
- Cofradía de la Vera Cruz: Es una asociación laica de fieles del pueblo con el fin de organizar la solidaridad y la socialización entre sus miembros. No se conocen sus orígenes que fueron probablemente muy anteriores al año 1600. Es en 1628 cuando se elaboran sus estatutos y se hace su registro oficial. En dichos estatutos se establece que la sede de la cofradía será la ermita de la Vera Cruz, y que en ella se harán sus prácticas religiosas. Y se reglamenta cómo será la entrada de los nuevos hermanos y lo que han de pagar. Las mujeres también pueden participar y se les exime del acto de disciplina, pero participan en cabildos, colaciones y celebraciones religiosas. Los sacerdotes pueden participar en la cofradía y están exentos de cuotas pero deben asistir a procesiones, oficiar las vigilias y las misas organizadas por la hermandad. En sus estatutos se regulan los cargos de la misma que serán un Abad, dos Jueces y dos cabilderos, elegidos o nombrados según antigüedad el día de la Santa Cruz de mayo, y al domingo siguiente deben rendir cuentas. El cargo de Abad es el de mayor importancia y tiene una serie de funciones; los jueces supervisan las decisiones y actuaciones del Abad y hacen cumplir las normas y sanciones a los hermanos.
- Pastorada: Las pastoradas son representaciones teatrales con cánticos y villancicos que se realizan para conmemorar la Navidad.

## Fiestas
- Fiesta de Octubre: Se celebra en honor a la patrona del pueblo "la Virgen del Rosario" el primer domingo de octubre. Es la fiesta más esperada por todos los del pueblo que se ponen las mejores galas para ir a la misa y a la procesión en honor a la patrona. Durante el fin de semana también se realizan otras actividades lúdicas como el encierro de reses bravas por el campo.
- Fiesta de Agosto: Se celebra en honor a San Salvador, el día 6 de agosto. Es la fiesta del verano, así que el buen tiempo está asegurado.